# Composizioni di Anton Bruckner

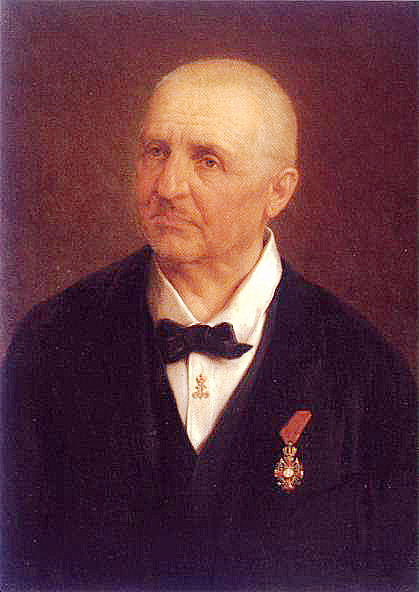
Bruckner nel 1893.

Lista delle composizioni di Anton Bruckner (1824-1896), ordinate per genere. Bruckner è più conosciuto per i suoi lavori sinfonici, tra cui vi sono 11 sinfonie e di molte ne esistono diverse versioni, ma ha anche composto diversi lavori di musica corale, sia opere religiose (messe, requiem, cantate, inni, antifone, mottetti) che opere profane (cantate e lieder), nonché alcune opere di musica da camera.

## Werkverzeichnis Anton Bruckner (WAB)
La numerazione WAB, usata nelle tabelle seguenti, si riferisce al catalogo tematico delle opere di Anton Bruckner compilato da Renate Grasberger. Opere perdute, lavori incompiuti e opere di dubbia attribuzione sono stati successivamente aggiunti. Il catalogo WAB usa un unico range di numeri suddiviso in sottogruppi divisi per genere.

## Elenco composizioni

### Musica sacra
| Id     | Titolo                                        | Anno    | Tonalità            | Genere              | Organico                                                                 |
| ------ | --------------------------------------------- | ------- | ------------------- | ------------------- | ------------------------------------------------------------------------ |
| WAB 1  | Afferentur                                    | 1861    | Fa maggiore         | Offertorio          | Coro e 3 tromboni                                                        |
| WAB 2  | Am Grabe                                      | 1861    | Fa minore           | Elegia              | Coro maschile                                                            |
| WAB 3  | 2 Asperges me                                 | 1843-45 |                     | Antifona            | Coro e organo                                                            |
| WAB 4  | Asperges me                                   | 1868    | Fa maggiore         | Antifona            | Coro                                                                     |
| WAB 5  | Ave Maria (St. Florian)                       | 1856    | Fa maggiore         | Inno                | Soprano, alto, coro, organo e violoncello                                |
| WAB 6  | Ave Maria (Linz)                              | 1861    | Fa maggiore         | Inno                | Coro                                                                     |
| WAB 7  | Ave Maria (Vienna)                            | 1882    | Fa maggiore         | Inno                | Alto e pianoforte                                                        |
| WAB 8  | Ave regina coelorum                           | 1886    |                     | Antifona            | Voci e organo                                                            |
| WAB 9  | Christus factus est (Kronstorf)               | 1844    | Fa maggiore         | Messa               | Coro                                                                     |
| WAB 10 | Christus factus est (8 voci)                  | 1879    | Re minore           | Graduale            | Coro, 3 tromboni e archi                                                 |
| WAB 11 | Christus factus est (4 voci)                  | 1884    | Re minore           | Graduale            | Coro                                                                     |
| WAB 12 | Dir, Herr, dir                                | 1858-68 | La maggiore         | Corale              | Coro                                                                     |
| WAB 13 | Ecce sacerdos magnus                          | 1885    | La minore           | Antifona            | Coro, 3 tromboni e organo                                                |
| WAB 14 | Entsagen                                      | 1851    | Si bemolle maggiore | Cantata             | Soprano o tenore, coro e pianoforte o organo                             |
| WAB 15 | Festgesang, “Sankt Jodok”                     | 1855    | Do maggiore         | Cantata             | Soprano, tenore, basso, coro e pianoforte                                |
| WAB 16 | Festkantate “Preiset den Herrn”               | 1862    | Re maggiore         | Cantata             | Basso, quartetto e coro maschile, fiati e timpani                        |
| WAB 17 | In jener letzten der Nächte                   | 1848    | Fa minore           | Corale              | Voce e organo                                                            |
| WAB 18 | Iam lucis orto sidere (in S. Angeli custodem) | 1868    |                     | Inno                | Coro                                                                     |
| WAB 19 | Inveni David (Linz)                           | 1868    | Fa minore           | Offertorio          | Coro maschile e 4 tromboni                                               |
| WAB 20 | Inveni David                                  | 1879    |                     |                     | Voci e organo                                                            |
| WAB 21 | Libera me Domine (Kronstorf)                  | 1843    | Fa maggiore         | Libera me           | Coro e organo                                                            |
| WAB 22 | Libera me (St. Florian)                       | 1854    | Fa minore           | Libera me           | Coro, 3 tromboni, organo, violoncello e contrabbasso                     |
| WAB 23 | Locus iste                                    | 1869    | Do maggiore         | Graduale            | Coro                                                                     |
| WAB 24 | Magnificat                                    | 1852    | Si bemolle maggiore | Magnificat          | Quartetto vocale, coro, 2 trombe, organo, timpani ed archi (senza viola) |
| WAB 25 | Messa in do (Windhaag)                        | 1842    | Do maggiore         | Messa               | Alto, 2 corni e organo                                                   |
| WAB 26 | Messa in re minore                            | 1864    | Re minore           | Messa               | Quartetto vocale, coro, orchestra e organo                               |
| WAB 27 | Messa in mi minore                            | 1866    | Mi minore           | Messa               | Coro e fiati                                                             |
| WAB 28 | Messa in fa minore                            | 1868    | Fa minore           | Messa               | Quartetto vocale, coro, orchestra e organo                               |
| WAB 29 | Missa solemnis in si bemolle                  | 1854    | Si bemolle minore   | Messa               | Quartetto vocale, coro, orchestra e organo                               |
| WAB 30 | Os justi                                      | 1879    |                     | Graduale            | Coro e organo                                                            |
| WAB 31 | Pange lingua, due versioni                    | 1835    | Do maggiore         | Inno                | Coro                                                                     |
| WAB 32 | Tantum ergo                                   | 1843    | Re maggiore         | Inno                | Coro                                                                     |
| WAB 33 | Pange lingua & Tantum ergo                    | 1868    |                     | Inno                | Coro                                                                     |
| WAB 34 | Salmo 22 (vulgata 23)                         | 1852    | Mi bemolle maggiore | Salmo               | Coro e pianoforte                                                        |
| WAB 35 | Salmo 112 (vulgata 113)                       | 1863    | Si bemolle maggiore | Salmo               | Coro e orchestra                                                         |
| WAB 36 | Salmo 114 (vulgata 116a)                      | 1852    | Sol maggiore        | Salmo               | Coro e 3 tromboni                                                        |
| WAB 37 | Salmo 146 (vulgata 147)                       | 1860    | La maggiore         | Salmo               | Quartetto vocale, coro e orchestra                                       |
| WAB 38 | Salmo 150                                     | 1892    | Do maggiore         | Salmo               | Soprano, coro e orchestra                                                |
| WAB 39 | Requiem                                       | 1849    | Re minore           | Requiem             | Quartetto vocale, coro, corno, 3 tromboni, organo e archi                |
| WAB 40 | Salvum fac populum tuum                       | 1884    | Fa maggiore         | Offertorio          | Coro                                                                     |
| WAB 41 | 4 Tantum ergo                                 | 1846    |                     | Inno                | Coro e organo                                                            |
| WAB 42 | Tantum ergo                                   | 1846    | Re maggiore         | Inno                | Coro e organo                                                            |
| WAB 43 | Tantum ergo                                   | 1845-46 | La maggiore         | Inno                | Coro e organo                                                            |
| WAB 44 | Tantum ergo                                   | 1854-55 | Si bemolle maggiore | Inno                | Coro, 2 trombe, organo e 2 violini                                       |
| WAB 45 | Te Deum                                       | 1881    | Do maggiore         | Te Deum             | Quartetto vocale, coro, orchestra e organo                               |
| WAB 46 | Tota pulchra es                               | 1878    |                     | Antifona            | Tenore, coro e organo                                                    |
| WAB 47 | Totenlied, n. 1                               | 1852    | Mi bemolle maggiore | Elegia              | Coro                                                                     |
| WAB 48 | Totenlied, n. 2                               | 1852    | Fa maggiore         | Elegia              | Coro                                                                     |
| WAB 49 | Trauungslied                                  | 1865    | Fa maggiore         | Weltliches Chorwerk | Quartetto vocale, coro maschile e organo                                 |
| WAB 50 | Veni creator                                  | 1884    |                     | Graduale            | Voce e organo                                                            |
| WAB 51 | Vexilla regis                                 | 1892    |                     | Inno                | Coro                                                                     |
| WAB 52 | Virga Jesse                                   | 1885    | Mi bemolle maggiore | Graduale            | Coro                                                                     |
| WAB 53 | Vor Arneths Grab                              | 1854    | Fa minore           | Elegia              | Coro maschile e 3 tromboni                                               |
| WAB 54 | Zur Vermählungsfeier                          | 1878    | Re maggiore         | Weltliches Chorwerk | Coro maschile                                                            |

### Musica vocale profana
| Id     | Titolo                                    | Anno    | Tonalità             | Genere              | Organico                                                   |
| ------ | ----------------------------------------- | ------- | -------------------- | ------------------- | ---------------------------------------------------------- |
| WAB 55 | Der Abendhimmel, n. 1                     | 1862    | La bemolle maggiore  | Weltliches Chorwerk | Quartetto maschile                                         |
| WAB 56 | Der Abendhimmel, n. 2                     | 1866    | Fa maggiore          | Weltliches Chorwerk | Coro maschile                                              |
| WAB 57 | Abendzauber                               | 1878    | Sol bemolle maggiore | Weltliches Chorwerk | 3 voci "yodel", tenore o baritono, coro maschile e 4 corni |
| WAB 58 | Amaranths Waldeslieder                    | 1858    | Sol maggiore         | Lied                | Voce e pianoforte                                          |
| WAB 59 | An dem Feste                              | 1843    | Re bemolle maggiore  | Weltliches Chorwerk | Coro maschile                                              |
| WAB 60 | Auf Brüder! auf, und die Saiten zur Hand! | 1855    | Re maggiore          | Cantata             | Coro maschile, coro e fiati                                |
| WAB 61 | Heil, Vater! Dir zum hohen Feste!         | 1852    | Re maggiore          | Cantata             | Quartetto maschile, coro, 3 corni, 2 trombe e trombone     |
| WAB 62 | Des Dankes Wort                           | 1855    | Fa maggiore          | Weltliches Chorwerk | Tenore, basso e coro maschile                              |
| WAB 63 | Das deutsche Lied                         | 1892    | Re minore            | Weltliches Chorwerk | Coro maschile, 4 corni, 3 trombe, 3 tromboni e bassotuba   |
| WAB 64 | Du bist wie eine Blume                    | 1861    | Fa maggiore          | Weltliches Chorwerk | Quartetto vocale                                           |
| WAB 65 | Das edle Herz, n. 1                       | 1851    | La maggiore          | Weltliches Chorwerk | Coro maschile                                              |
| WAB 66 | Das edle Herz, n. 2                       | 1861    | La maggiore          | Weltliches Chorwerk | Coro                                                       |
| WAB 67 | Festlied                                  | 1843    | Re maggiore          | Weltliches Chorwerk | Coro maschile                                              |
| WAB 68 | Frühlingslied                             | 1851    | La maggiore          | Lied                | Voce e pianoforte                                          |
| WAB 69 | Die Geburt                                | 1851    | Re bemolle maggiore  | Weltliches Chorwerk | Coro maschile                                              |
| WAB 70 | Germanenzug                               | 1863    | Re minore            | Cantata             | Quartetto e coro maschile, ottoni                          |
| WAB 71 | Helgoland                                 | 1893    | Sol minore           | Cantata             | Coro maschile e orchestra                                  |
| WAB 72 | Herbstkummer                              | 1868    | Mi minore            | Lied                | Tenore e pianoforte                                        |
| WAB 73 | Herbstlied                                | 1864    | Fa diesis minore     | Weltliches Chorwerk | 2 soprani, coro maschile e pianoforte                      |
| WAB 74 | Das hohe Lied                             | 1876    | La maggiore          | Weltliches Chorwerk | Voci soliste e coro maschile                               |
| WAB 75 | Im April                                  | 1868    | La bemolle maggiore  | Lied                | Voce e pianoforte                                          |
| WAB 76 | Laßt Jubeltöne                            | 1854    | Mi bemolle maggiore  | Weltliches Chorwerk | Coro maschile, 2 trombe, 2 corni e 4 tromboni              |
| WAB 77 | Der Lehrerstand                           | 1847    | Mi bemolle maggiore  | Weltliches Chorwerk | Coro maschile                                              |
| WAB 78 | Das Lied vom deutschen Vaterland          | 1845    | Re bemolle maggiore  | Weltliches Chorwerk | Coro maschile                                              |
| WAB 79 | Mein Herz und deine Stimme                | 1868    | La maggiore          | Lied                | Voce e pianoforte                                          |
| WAB 80 | Mitternacht                               | 1870    | La bemolle maggiore  | Weltliches Chorwerk | Tenore, coro maschile e pianoforte                         |
| WAB 81 | Nachruf                                   | 1877    | Do minore            | Weltliches Chorwerk | Coro maschile e organo                                     |
| WAB 82 | Sängerbund                                | 1882    | Do maggiore          | Weltliches Chorwerk | Coro maschile                                              |
| WAB 83 | 2 Sängersprüche                           | 1851    |                      | Weltliches Chorwerk | Coro maschile                                              |
| WAB 84 | Ständchen                                 | 1846    | Sol maggiore         | Weltliches Chorwerk | Tenore e quartetto maschile                                |
| WAB 85 | Sternschnuppen                            | 1848    | Fa maggiore          | Weltliches Chorwerk | Quartetto maschile                                         |
| WAB 86 | Tafellied                                 | 1843    | Re bemolle maggiore  | Weltliches Chorwerk | Coro maschile                                              |
| WAB 87 | Träumen und Wachen                        | 1890-92 | La bemolle maggiore  | Weltliches Chorwerk | Tenore e coro maschile                                     |
| WAB 88 | Trösterin Musik                           | 1877    | Do minore            | Weltliches Chorwerk | Coro maschile e organo                                     |
| WAB 89 | Um Mitternacht, n. 1                      | 1864    | Fa minore            | Weltliches Chorwerk | Alto, coro maschile e pianoforte                           |
| WAB 90 | Um Mitternacht, n. 2                      | 1886-87 | Fa minore            | Weltliches Chorwerk | Tenore e coro maschile                                     |
| WAB 91 | Vaterländisches Weinlied                  | 1866    | Do maggiore          | Weltliches Chorwerk | Coro maschile                                              |
| WAB 92 | Vaterlandslied                            | 1866    | La bemolle maggiore  | Weltliches Chorwerk | Tenore, baritono e coro maschile                           |
| WAB 93 | Vergißmeinnicht                           | 1845    | Re maggiore          | Cantata             | Quartetto vocale, coro e pianoforte                        |
| WAB 94 | Volkslied                                 | 1861    | Do maggiore          | Lied                | Voce e pianoforte                                          |
| WAB 95 | 2 Wahlsprüche                             | 1868    |                      | Weltliches Chorwerk | Coro                                                       |

### Musica orchestrale
| Id      | Titolo                                            | Anno                                        | Tonalità                                    | Genere    | Organico  |
| ------- | ------------------------------------------------- | ------------------------------------------- | ------------------------------------------- | --------- | --------- |
| WAB 96  | Marcia in re minore                               | 1862                                        | Re minore                                   | Marcia    | Orchestra |
| WAB 97  | Tre pezzi per orchestra                           | 1862                                        | Mi bemolle maggiore, Mi minore, Fa maggiore | Piece     | Orchestra |
| WAB 98  | Ouverture in sol minore                           | 1863                                        | Sol minore                                  | Ouverture | Orchestra |
| WAB 99  | Studio per sinfonia                               | 1863                                        | Fa minore                                   | Sinfonia  | Orchestra |
| WAB 100 | Sinfonia in re minore, "Nullte"                   | 1869                                        | Re minore                                   | Sinfonia  | Orchestra |
| WAB 101 | Sinfonia n. 1 in do minore                        | 1866 Rev. 1877 Rev. 1891                    | Do minore                                   | Sinfonia  | Orchestra |
| WAB 102 | Sinfonia n. 2 in do minore                        | 1872 Rev. 1873 Rev. 1876-77 Rev. 1892       | Do minore                                   | Sinfonia  | Orchestra |
| WAB 103 | Sinfonia n. 3 in re minore                        | 1873 Rev. 1874-76 Rev. 1877-78 Rev. 1889-90 | Re minore                                   | Sinfonia  | Orchestra |
| WAB 104 | Sinfonia n. 4 in mi bemolle maggiore, "Romantica" | 1874 Rev. 1878 Rev. 1881 Rev. 1888          | Mi bemolle maggiore                         | Sinfonia  | Orchestra |
| WAB 105 | Sinfonia n. 5 in si bemolle maggiore              | 1876 Rev. 1878                              | Si bemolle maggiore                         | Sinfonia  | Orchestra |
| WAB 106 | Sinfonia n. 6 in la maggiore                      | 1881                                        | La maggiore                                 | Sinfonia  | Orchestra |
| WAB 107 | Sinfonia n. 7 in mi maggiore                      | 1883                                        | Mi maggiore                                 | Sinfonia  | Orchestra |
| WAB 108 | Sinfonia n. 8 in do minore                        | 1887 Rev. 1890                              | Do minore                                   | Sinfonia  | Orchestra |
| WAB 109 | Sinfonia n. 9 in re minore                        | 1896                                        | Re minore                                   | Sinfonia  | Orchestra |

### Musica da camera
| Id      | Titolo                             | Anno | Tonalità    | Genere | Organico             |
| ------- | ---------------------------------- | ---- | ----------- | ------ | -------------------- |
| WAB 110 | Abendklänge                        | 1866 | Mi minore   | Duo    | Violino e pianoforte |
| WAB 111 | Quartetto per archi in do minore   | 1862 | Do minore   |        | Quartetto d'archi    |
| WAB 112 | Quintetto per archi in fa maggiore | 1879 | Fa maggiore |        | Quintetto d'archi    |
| WAB 113 | Intermezzo                         | 1879 | Re minore   |        | Quintetto d'archi    |

### Musica per ottoni
| Id      | Titolo                                      | Anno | Tonalità            | Genere | Organico   |
| ------- | ------------------------------------------- | ---- | ------------------- | ------ | ---------- |
| WAB 114 | Aequale                                     | 1847 | Do minore           |        | 3 tromboni |
| WAB 115 | Marcia (erroneamente attribuita a Bruckner) |      |                     |        |            |
| WAB 116 | Marcia militare in mi bemolle maggiore      | 1865 | Mi bemolle maggiore |        | Banda      |

### Composizioni per pianoforte
| Id      | Titolo                                  | Anno    | Tonalità            | Genere | Organico            |  |
| ------- | --------------------------------------- | ------- | ------------------- | ------ | ------------------- |  |
| WAB 117 | Erinnerung                              | 1860(?) | La bemolle maggiore |        | Pianoforte          |  |
| WAB 118 | Fantasia in sol maggiore                | 1868    | Sol maggiore        |        | Pianoforte          |  |
| WAB 119 | Klavierstück in mi bemolle maggiore     |         | Mi bemolle maggiore |        | Pianoforte          |  |
| WAB 120 | Lancier-Quadrille                       | 1850    | Do maggiore         |        | Pianoforte          |  |
| WAB 121 | Quadrille                               | 1854    | Re maggiore         |        | Pianoforte a 4 mani |  |
| WAB 122 | Steiermärker                            | 1850    | Sol maggiore        |        | Pianoforte          |  |
| WAB 123 | Stille Betrachtung an einem Herbstabend | 1863    | Fa diesis minore    |        | Pianoforte          |  |
| WAB 124 | Drei kleine Vortragsstücke              | 1852-54 | Sol maggiore        |        | Pianoforte a 4 mani |  |

### Composizioni per organo
| Id      | Titolo            | Anno | Tonalità            | Genere | Organico |
| ------- | ----------------- | ---- | ------------------- | ------ | -------- |
| WAB 125 | Fuga in re minore | 1861 | Re minore           |        | Organo   |
| WAB 126 | Nachspiel         | 1852 | Re minore           |        | Organo   |
| WAB 127 | Preludio          | 1837 | Mi bemolle maggiore |        | Organo   |
| WAB 128 | 4 Preludi         | 1837 | Mi bemolle maggiore |        | Organo   |
| WAB 129 | Preludio          | 1884 | Do maggiore         |        | Organo   |
| WAB 130 | Preludio          | 1846 | Re minore           |        | Organo   |
| WAB 131 | Preludio e fuga   | 1847 | Do minore           |        | Organo   |

### Opere perdute
| Id      | Titolo            | Anno | Tonalità | Genere              | Organico               |
| ------- | ----------------- | ---- | -------- | ------------------- | ---------------------- |
| WAB 132 | Litanie           | 1844 |          | Litania             | Coro e ottoni          |
| WAB 133 | Requiem           | 1845 |          | Requiem             | Coro maschile e organo |
| WAB 134 | Salve Maria       | 1844 |          | Antifona            |                        |
| WAB 135 | Zigeuner-Waldlied | 1863 |          | Weltliches Chorwerk |                        |

### Lavori incompiuti
| Id      | Titolo                                                                | Anno    | Tonalità            | Genere   | Organico          |
| ------- | --------------------------------------------------------------------- | ------- | ------------------- | -------- | ----------------- |
| WAB 136 | Domine, ad adjuvandum me festina (erroneamente attribuita a Bruckner) | 1835    |                     |          |                   |
| WAB 137 | Wie des Bächleins Silberquelle                                        | 1845    |                     | Lied     |                   |
| WAB 138 | Liedentwurf                                                           | 1845    |                     | Lied     | Voce e pianoforte |
| WAB 139 | Messa (Kyrie)                                                         | 1846    | Mi bemolle maggiore | Messa    |                   |
| WAB 140 | Messa di Quaresima                                                    | 1843-45 | Sol minore          | Messa    |                   |
| WAB 141 | Requiem (Introitus)                                                   | 1875    | Re minore           | Requiem  |                   |
| WAB 142 | Sinfonia in si bemolle maggiore (primo movimento)                     | 1869    | Si bemolle maggiore | Sinfonia | Orchestra         |
| WAB 143 | Frammenti del finale della sinfonia n. 9                              | 1896    | Re minore           | Sinfonia | Orchestra         |

### Opere di dubbia attribuzione
| Id      | Titolo                | Anno | Tonalità            | Genere   | Organico      |
| ------- | --------------------- | ---- | ------------------- | -------- | ------------- |
| WAB 144 | Herz-Jesu-Lied        | 1845 | Si bemolle maggiore | Mottetto | Coro e organo |
| WAB 145 | O du liebes Jesu Kind | 1845 | Fa maggiore         | Mottetto | Voce e organo |